# Wellington Road (Perry Barr)
Wellington Road est un stade de football situé dans le Perry Barr, une région de Birmingham, en Angleterre. Il est le terrain du club d'Aston Villa, à partir de 1876 jusqu'en 1897.

## Histoire
Wellington Road ouvre en 1876. Il n'y a au départ aucune installation pour les spectateurs. Les joueurs se changent à proximité chez un forgeron, un hangar se trouve même sur le terrain, et doit être retiré avant les matchs. Cependant, le stade se voit progressivement amélioré, avec une tribune construite à l'est de la ligne de touche, et deux pavillons construits sur l'ouest de la ligne de touche et au sud derrière la ligne de but.
Le stade obtient un record de fréquentation de 26 849 spectateurs qui est atteint pour un match de FA Cup contre Preston North End le 7 janvier 1888. Preston l'emporte 3-1. Le match est marqué par une immense invasion du terrain, le premier incident de foule dans le football anglais. En 1888, Villa est un des membres fondateurs de l'English Football League. Le tout premier match de la Ligue se joue à Wellington Road, le 15 septembre 1888, avec Villa battant Stoke City 5-1 devant 2 000 spectateurs.
Au cours des années 1890, Wellington Road est utilisé pour deux demi-finales de FA Cup. Lors de la saison 1889-90, le stade accueille le match Bolton Wanderers FC–The Wednesday (1-2), et lors de la saison 1895-96 le match Derby County FC–Wolverhampton Wanderers FC (1-2). Il est également utilisé pour un match de British Home Championship, le 25 février 1893, avec l'Angleterre battant l'Irlande 6-1.
Cependant, avec des spectateurs de plus en plus nombreux, il devient de plus en plus évident qu'un nouveau terrain s'avère nécessaire. Ainsi, Villa déménage au Villa Park vers la fin de la saison 1896-97, avec le dernier match de la Ligue joué à Wellington Road le 22 mars 1897. Villa bat les Bolton Wanderers 6-2, avec une foule de plus de 8 000 spectateurs.
Une partie du site est ensuite utilisée plus tard pour des logements, le reste devient un parking, un pub et des espaces de loisirs.